# Prosimulium arvum
Prosimulium arvum är en tvåvingeart som beskrevs av Adler och Kim 1985. Prosimulium arvum ingår i släktet Prosimulium och familjen knott. Inga underarter finns listade i Catalogue of Life.